# Ɔ̈
Cette page contient des caractères spéciaux ou non latins. S’ils s’affichent mal (▯, ?, etc.), consultez la page d’aide Unicode.
Ɔ̈ (minuscule : ɔ̈), ou O ouvert tréma, est un graphème utilisé dans l’écriture du dinka, du manza, du nuer, du samo du Sud, et du yansi. Il est aussi utilisé dans certaines variantes de l’alphabet phonétique américaniste.
Il s’agit de la lettre O ouvert diacritée d'un tréma.

## Représentations informatiques
Le O ouvert tréma peut être représenté avec les caractères Unicode suivants (latin étendu B, Alphabet phonétique international, diacritiques),, :
| formes    | représentations | chaînes de caractères | points de code | descriptions                                       |
| --------- | --------------- | --------------------- | -------------- | -------------------------------------------------- |
| capitale  | Ɔ̈               | Ɔ◌̈                    | U+0186 U+0308  | lettre majuscule latine o ouvert diacritique tréma |
| minuscule | ɔ̈               | ɔ◌̈                    | U+0254 U+0308  | lettre minuscule latine o ouvert diacritique tréma |